# Cis rugosus
Cis rugosus is een keversoort uit de familie houtzwamkevers (Ciidae). De wetenschappelijke naam van de soort werd in 1941 gepubliceerd door Kenneth Gloyne Blair.